# Philibert-Joseph Le Roux
Philibert-Joseph Le Roux (* 17. Jahrhundert; † 18. Jahrhundert) war ein französischer Lexikograf.

## Leben und Werk
Le Roux lebte im Exil in Brüssel und stand im Kontakt mit Nicolas Lenglet Du Fresnoy, der eines seiner Werke vollendete (unter dem Pseudonym Lenglet de Percel).
Le Roux publizierte 1718 u. d. T. Dictionaire comique, satyrique, critique, burlesque, libre et proverbial ein erfolgreiches Wörterbuch des sprechsprachlichen Wortschatzes als Lesehilfe für Ausländer in der Tradition von Antoine Oudin und auf der Basis des Dictionnaire des proverbes françois  von G.D.B. [George de Backer] (Brüssel 1710). Inwieweit er dabei auch ein Manuskript von César-Pierre Richelet verwertete, wie Bray 1992 glaubhaft macht, ist umstritten (Pierre Enckell stellte sich gegen diese These). Der Nouveau dictionnaire proverbial, satirique et burlesque von Antoine Caillot (Paris 1826, 1829)  war kaum mehr als eine Kopie des Wörterbuchs von Le Roux.

## Werke
- Histoire du père La Chaize, confesseur du roi, où l’on verra les intrigues secrètes qu’il a eu à la cour de France et dans toutes les cours de l’Europe pour l’avancement des grands desseins du roi son maître, Köln 1693; deutsch: Leben des weltberuffenen Jesuiten und Königlichen Frantzösischen Beicht-Vaters la Chaize worinnen viele des frantzösischen Hofes, wie auch andere Geheime Intriguen an den Tag geleget werden, Köln 1694; Histoire du père La Chaize, jésuite et confesseur du roi Louis XIV où l’on verra les intrigues secrettes qu’il a eues à la cour de France et dans toutes les cours de l’Europe, et les particularitez les plus secrettes de sa vie, Brüssel 1884 (Autorschaft umstritten)
- Dictionaire comique, satyrique, critique, burlesque, libre et proverbial, Amsterdam 1718 (540 Seiten), Lyon 1735 (668 Seiten), 1739, Amsterdam 1750, Lyon 1752, 2 Bde., Pampelune 1786 (612 + 606 Seiten, Paris 1973; vermuteter Bearbeiter: François Lacombe),  Amsterdam 1787
  - Dictionnaire comique satyrique, critique, burlesque, libre et proverbial 1718–1786, kritisch hrsg. von Monica Barsi, Paris 2003
- Les annales du monde ou l’histoire universelle sacrée, ecclésiastique & profane, achevée par le chevalier Lenglet de Percel [Nicolas Lenglet Du Fresnoy], Brüssel 1732–1735